# Flugplatz Bamingui

i7
i11
i13
Der Flugplatz Bamingui (französisch Aérodrome de Bamingui) ist der Flugplatz von Bamingui, einer Stadt in der Präfektur Bamingui-Bangoran im nördlichen Zentrum der Zentralafrikanischen Republik.
Der Flugplatz liegt etwa 3 Kilometer nördlich der Stadt auf einer Höhe von etwa 425 m. Seine Start- und Landebahn ist unbefestigt und verfügt nicht über eine Befeuerung. Der Flugplatz kann nur tagsüber und nur nach Sichtflugregeln angeflogen werden. Er verfügt nicht über reguläre Passagierverbindungen.